# Бокарели Силва, Роберто
Роберто Бокарели (Бокарелли) Силва (порт.-браз. Roberto Bocareli (Bocarelli) Silva; 26 октября 1942, Кампина-Гранди), более известный под именем Бе (порт.-браз. Bé) — бразильский футболист, нападающий. 

## Карьера
Бе начал карьеру в клубе «Трези». В 1959 году он перешёл «Спорт Ресифи». В 1961 году он стал игроком «Сантоса», в первом же сезоне выиграв титул чемпиона штата. Но в этом клубе он играл мало: Бе рассматривался как дублёр Пагана и Коутиньо. 1962 год был одним из самых удачных для клуба: «Сантос» выиграл чемпионат штата Сан-Паулу, Чашу Бразилии, Кубок Либертадорес и Межконтинентальный кубок. В розыгрыше последнего Бе не участвовал, однако находился на скамье запасных в двух матчах турнира.
В конце 1962 года Бе перешёл в лиссабонский «Спортинг». В первом же сезоне игрок помог клубу выиграть Кубок Португалии. А в 1964 году помог команде одержать победу в Кубке кубков УЕФА, в финальной серии сыграв в первой игре. В 1965 году Бе покинул клуб, вернувшись в Бразилию. Там он играл за «Америку», «Аваи», «Нороэсте» и «Рио-Бранко». 
После окончания карьеры Бе поселился в Сантусе, где работал маляром. В старости он стал страдать от болезни Альцгеймера.

## Достижения
- Чемпион штата Сан-Паулу: 1961, 1962
- Обладатель Чаши Бразилии: 1962
- Победитель Кубка Либертадорес: 1962
- Обладатель Межконтинентального кубка: 1962
- Обладатель Кубка Португалии: 1962/1963
- Обладатель Кубка кубков УЕФА: 1963/1964